# Internaționalism proletar
Internaționalismul proletar, denumit uneori socialism internațional, este concepția conform căreia revoluțiile comuniste fac parte mai degrabă dintr-o singură luptă de clasă globală, decât din evenimente locale separate. Conceptul se bazează pe teoria conform căreia capitalismul este un sistem mondial și, prin urmare, proletariatul din toate națiunile trebuie să acționeze în mod concertat dacă vor să îl înlocuiască cu comunismul.
Internaționalismul proletar a fost îmbrățișat cu hotărâre de primul partid comunist, Liga Comunistă, iar manifestarea sa cea mai cunoscută a fost sloganul său „Proletari din toate țările, uniți-vă!". Această noțiune a fost adoptată și de Partidul Bolșevic. După constituirea Uniunii Sovietice, susținătorii marxiști ai internaționalismului au sugerat că această țară ar putea fi folosită ca o „patrie a comunismului” din care revoluția ar putea fi răspândită în întreaga lume. Deși revoluția mondială a continuat să ocupe timp de decenii un loc proeminent în retorica sovietică, ea nu a mai înlocuit preocupările interne pe agenda guvernului, mai ales după venirea la putere a lui Iosif Vissarionovici Stalin. În ciuda acestei schimbări a priorităților, Uniunea Sovietică a continuat să încurajeze legăturile internaționale cu partidele și guvernele comuniste și de stânga din întreaga lume. Internaționalismul proletar a jucat un rol fundamental în înființarea mai multor  state socialiste în Europa de Est după al Doilea Război Mondial și a justificat sprijinul pentru crearea altora în Asia, America Latină și Africa. Sovieticii au finanțat, de asemenea, zeci de insurecții purtate împotriva guvernelor colonialiste de către mișcările de gherilă de stânga din întreaga lume . Ulterior, alte câteva state și-au asumat propriile inițiative pentru cauza revoluției mondiale. Cuba a trimis frecvent misiuni militare internaționaliste în străinătate pentru a apăra interesele comuniste din Africa și Caraibe.
Adepții internaționalismului proletar susțineau adesea că obiectivele unei anumite revoluții ar trebui să fie mai degrabă globale decât locale - de exemplu, să declanșeze sau să perpetueze revoluții în alte părți. Internaționalismul proletar este strâns legat de obiectivele Revoluției Mondiale, care trebuie realizate prin revoluții comuniste succesive sau simultane în toate națiunile. Conform teoriei marxiste, succesul internaționalismului proletar ar trebui să ducă la societatea comunistă mondială și, în cele din urmă, la dispariția statelor naționale.

## Karl Marx și Friedrich Engels
Internaționalismul proletar este rezumat în sloganul formulat de Karl Marx și Friedrich Engels, "Proletari din toate țările, uniți-vă!", ultimul rând din Manifestul comunist, publicat în 1848. Cu toate acestea, abordarea lui Marx și Engels față de chestiunea națională a fost, de asemenea, modelată de considerente tactice în urmărirea unei strategii revoluționare pe termen lung. În 1848, proletariatul era o minoritate în toate țările, cu excepția câtorva state mai dezvoltate. În opinia celor doi, condițiile politice și economice trebuiau să se maturizeze pentru ca ofere șanse de reușită unei revoluții proletare.
De exemplu, Marx și Engels au sprijinit apariția unei Polonii independente și democratice, care la acea vreme era împărțită între Germania, Rusia și Austria-Ungaria. Peter Nettl, biograful Rosei Luxemburg, scrie: „În general, concepția lui Marx și Engels despre reorganizarea național-geografică a Europei se baza pe patru criterii: apariția progresului, crearea de unități economice de mare anvergură, cântărirea aprobării și a dezaprobării în funcție de posibilitățile revoluționare și dușmănia specifică față de Rusia.” La acea vreme, Rusia era văzută ca fiind centrul reacțiunii europene.

## Asociația Internațională a Muncitorilor
Sindicaliștii care au format Asociația Internațională a Muncitorilor (IWA), numită uneori „Prima Internațională”, au recunoscut că prolatariatul era o clasă internațională care trebuia să își unească lupta la scară internațională. Prin conlucrarea lor dincolo de frontierele naționale, muncitorii ar obține o mai mare putere de negociere și o mai mare influență politică.
Înființată în 1864, IWA a fost prima mișcare de masă cu un specific internațional. La apogeu, IWA a avut 5 milioane de membri, conform rapoartelor poliției din diferitele țări în care a avut o prezență semnificativă. Represiunea din Europa și diviziunile interne dintre curentele anarhist și marxist au dus în cele din urmă la dizolvarea sa în 1876. La scurt timp după aceea, tendințele marxiste și socialist revoluționare au continuat strategia internaționalistă a IWA prin intermediul organizării celei de-a Doua Internaționale, din care nu au făcut însă parte mișcările anarhiste și anarho-sindicaliste.

## A doua Internațională
Internaționalismul proletar a fost poate cel mai bine exprimat în rezoluția propusă de Vladimir Lenin și Rosa Luxemburg la Congresul al șaptelea al a Doua Internațională de la Stuttgart în 1907, care afirma:
Războaiele dintre statele capitaliste sunt, de regulă, rezultatul competiției lor pe piața mondială, deoarece fiecare stat caută nu numai să-și protejeze piețele existente, ci și să cucerească altele noi. În acest sens, subjugarea popoarelor și țărilor străine joacă un rol important. Aceste războaie rezultă, în plus, din cursa neîncetată pentru înarmare a militarismului, unul dintre principalele instrumente ale dominației clasei burgheze și ale subjugării economice și politice a clasei muncitoare.
Războaiele sunt favorizate de prejudecățile naționale care sunt cultivate sistematic în rândul popoarelor civilizate în interesul claselor conducătoare, cu scopul de a distrage masele proletare de la sarcinile lor de clasă, precum și de la îndatoririle lor de solidaritate internațională.
Prin urmare, războaiele fac parte din însăși natura capitalismului; ele nu vor înceta decât atunci când sistemul capitalist va fi abolit sau când sacrificiile enorme în oameni și bani cerute de progresul tehnicii militare și indignarea provocată de armament vor determina popoarele să abolească acest sistem.
Rezoluția se încheia cu concluzia:
Dacă un război amenință să izbucnească, este de datoria clasei muncitoare și a reprezentanților săi parlamentari din țările implicate, susținuți de activitatea coordonatoare a Biroului Internațional Socialist, să depună toate eforturile pentru a împiedica izbucnirea războiului prin mijloacele pe care le consideră cele mai eficiente, care variază, firește, în funcție de acutizarea luptei de clasă și de acutizarea situației politice generale.
În cazul în care războiul izbucnește oricum, este de datoria lor să intervină în favoarea încetării rapide a acestuia și să folosească cu toate puterile lor criza economică și politică creată de război pentru a mobiliza masele și a grăbi astfel căderea dominației clasei capitaliste
Cu toate acestea, Luxemburg și Lenin aveau interpretări foarte diferite ale problemei naționale. Lenin și bolșevicii s-au opus imperialismului și șovinismului, susținând o politică de autodeterminare națională, inclusiv dreptul națiunilor asuprite de a se separa de Rusia. Aceștia credeau că acest lucru va contribui la crearea condițiilor pentru unitatea muncitorilor atât din națiunile asupritoare, cât și din cele asuprite. În mod concret, Lenin a susținut că: „Naționalismul  burghez al oricărei națiuni asuprite are un conținut democratic general care este îndreptat împotriva opresiunii și acest conținut este cel pe care îl susținem necondiționat”. 
În schimb, Luxemburg s-a rupt în 1893 de curentul principal al Partidului Socialist Polonez cu privire la chestiunea națională. Ea a argumentat că natura Rusiei s-a schimbat de pe vremea lui Marx, deoarece Rusia se dezvolta acum rapid ca națiune capitalistă majoră, în timp ce burghezia poloneză avea acum interese legate de capitalismul rusesc. Acest lucru a deschis posibilitatea unei alianțe de clasă între clasa muncitoare poloneză și cea rusă.
Principalul partid al celei de-a Doua Internaționale, Partidul Social Democrat din Germania, a votat cu o majoritate covârșitoare în favoarea intrării Germaniei în Primul Război Mondial, aprobând la 4 august 1914 creditele de război. Multe alte partide membre ale celei de-a Doua Internaționale i-au urmat exemplul, sprijinind guvernele naționale, iar cea de-a Doua Internațională a fost dizolvată în 1916. Internaționaliștii proletari au caracterizat combinația dintre social-democrație și naționalism drept șovinism social.

## Primul Război Mondial
Speranțele unor internaționaliști precum Lenin, Luxemburg și Karl Liebknecht au fost spulberate de entuziasmul inițial pentru război. Lenin a încercat să restabilească unitatea socialiștilor împotriva războiului la Conferința de la Zimmerwald, dar majoritatea delegaților au adoptat o poziție pacifistă mai degrabă decât una revoluționară.
În închisoare, Luxemburg și-a aprofundat analiza în Juniusbroschüre din 1915. În acest document, ea respinge în mod specific noțiunea de state opresoare și state asuprite: „Imperialismul nu este creația unuia sau a unui grup de state. El este produsul unui anumit stadiu de maturitate în dezvoltarea mondială a capitalului, o condiție înnăscută internațională, un întreg indivizibil, care nu este recunoscut decât în toate relațiile sale și de care nici o națiune nu se poate îndepărta după bunul plac.”
Internaționaliștii proletari susțineau acum că alianțele din Primul Război Mondial au dovedit că socialismul și naționalismul erau incompatibile în epoca imperialistă, că conceptul de autodeterminare națională devenise depășit și, în special, că naționalismul se va dovedi a fi un obstacol în calea unității proletare. Anarho-sindicalismul a fost un alt curent politic al clasei muncitoare care a caracterizat războiul ca fiind imperialist pentru toate părțile, găsindu-și expresia organizațională în Industrial Workers of the World⁠(d).
Perspectiva internaționalistă a influențat valul revoluționar de la sfârșitul Primului Război Mondial, în special odată cu retragerea Rusiei din conflict în urma Revoluției din Octombrie și a Revoluției Germane din Noiembrie care a început în porturile navale Kiel și Wilhelmshaven și care a pus capăt războiului în noiembrie 1918. Cu toate acestea, odată ce acest val revoluționar s-a retras la începutul anilor 1920, internaționalismul proletar nu a mai fost un curent dominant în politica clasei muncitoare.

## A treia internațională: Leninism versus comunism de stânga
În urma Primului Război Mondial, mișcarea socialistă internațională a fost divizată în mod ireconciliabil în două facțiuni ostile: pe de o parte, social-democrații, care au sprijinit în linii mari guvernele naționale în timpul conflictului, iar pe de altă parte, leniniștii și aliații lor care au format noul partidele comuniste, care au fost organizați în cadrul celei de-a Treia Internaționale, înființată în martie 1919. În timpul Războiului civil rus, Lenin și Troțki au îmbrățișat cu putere din motive tactice conceptul de autodeterminare națională. În cadrul celei de-a Treia Internaționale, chestiunea națională a devenit un subiect major de dispută între marxist-leniniștii majoritari și „comuniștii de stânga”.
Până la izbucnirea celui de-al Doilea Război Mondial în 1939, doar câțiva comuniști proeminenți, precum marxistul italian Onorato Damen⁠(d) și comunistul olandez Anton Pannekoek, susținător al consiliilor muncitorești, au rămas opozanți ai adoptării de către Rusia a autodeterminării naționale, în timp ce comunistul de stânga Amadeo Bordiga⁠(d) a rămas în sprijinul determinării naționale pentru regiunile care nu au depășit încă modurile lor de producție precapitaliste. În urma prăbușirii regimul lui Mussolini în 1943, comuniștii din Italia s-au regrupat clandestin și au fondat Partidul Comunist Internaționalist (PCInt). Prima ediție a organului de partid, Prometeo (Prometeu), proclama: „Muncitori! Împotriva sloganului războiului național care îi înarmează pe muncitorii italieni împotriva proletarilor englezi și germani, opuneți sloganul revoluției comuniste, care unește muncitorii din întreaga lume împotriva dușmanului lor comun – capitalismul”. PCInt a fost de părere că Rosa Luxemburg, nu Lenin, a avut dreptate în ceea ce privește chestiunea națională, deși susținătorii Bordiga se vor delimita în 1952 de acest punct de vedere.

## Internaționalismul socialist și epoca postbelică
A existat o renaștere a interesului pentru teoria internaționalistă după cel de-al Doilea Război Mondial, când amploarea influenței comuniste în Europa de Est a crescut dramatic ca urmare a ocupații militare postbelice ale Uniunii Sovietice. Guvernul sovietic și-a definit relația cu statele est-europene pe care le ocupa, cum ar fi Bulgaria, Cehoslovacia, Polonia și Ungaria, ca fiind bazată pe principiile internaționalismului proletar. Teoria a fost folosită pentru a justifica instalarea în aceste state a „democrații populare”, care urmau să supravegheze tranziția de la fascism la comunism. Până la începutul anilor 1960, această gândire a fost considerată învechită, deoarece majoritatea „democrațiilor populare” creaseră state comuniste postbelice viabile. Ideologii comuniști credeau că internaționalismul proletar nu mai era corect pentru a descrie relațiile Uniunii Sovietice cu noul bloc comunist din Europa de Est, așa că a fost inventat un nou termen, și anume  internaționalismul socialist. Conform teoriei internaționaliste sovietice din timpul lui Nikita Hrușciov, internaționalismul proletar nu putea fi evocat decât pentru a descrie solidaritatea dintre popoarele și partidele internaționale, nu și dintre guverne. Relațiile interstatale intrau într-o categorie paralelă, internaționalismul socialist.
Internaționalismul socialist a fost considerabil mai puțin militant decât internaționalismul proletar, deoarece nu era axat pe răspândirea revoluției, ci pe solidaritatea diplomatică, politică și, într-o mai mică măsură, culturală între regimurile existente. Conform principiilor internaționalismului socialist, guvernele statelor din Pactul de la Varșovia au fost încurajate să urmărească diverse forme de cooperare economică sau militară între ele și cu Moscova. La Reuniunea Internațională a Partidelor Comuniste și Muncitorești de la Moscova, în iunie 1969, șaptezeci și cinci de partide comuniste din întreaga lume au definit și aprobat oficial teoria internaționalismului socialist. Unul dintre principiile cheie ale internaționalismului socialist, așa cum a fost exprimat în timpul conferinței, a fost acela conform căruia „apărarea socialismului este datoria internațională a comuniștilor”, ceea ce înseamnă că guvernele comuniste ar trebui să fie obligate să se ajute reciproc din punct de vedere militar pentru a-și apăra interesele comune împotriva agresiunii externe.
Succesorul lui Hrușciov, Leonid Brejnev, a fost un susținător și mai hotărât al internaționalismului proletar și socialist. În 1976, Brejnev a declarat că internaționalismul proletar nu era nici mort, nici învechit și a reafirmat angajamentul Uniunii Sovietice față de conceptele sale de bază: „solidaritatea clasei muncitoare, a comuniștilor din toate țările în lupta pentru obiective comune, solidaritatea în lupta popoarelor pentru eliberare națională și progres social, [și] cooperarea voluntară a partidelor frățești cu respectarea strictă a egalității și independenței fiecăruia”. În timpul lui Brejnev, guvernele sovietice și ale Pactului de la Varșovia au evocat frecvent internaționalismul proletar pentru a finanța sindicatele și insurecțiile de stânga din întreaga lume. Intervențiile militare străine puteau fi, de asemenea, justificate ca „datorie internaționalistă” pentru apărarea sau sprijinirea alte state comuniste în timp de război. Cu sprijinul financiar sau militar sovietic, un număr considerabil de noi guverne comuniste au reușit să preia puterea la sfârșitul anilor 1960 și în anii 1970. Statele Unite și aliații săi au perceput acest lucru ca pe un exemplu de expansionism sovietic, iar acest aspect al politicii externe a lui Brejnev a afectat în mod negativ relațiile diplomatice dintre Uniunea Sovietică și Occident

### Internationalismul în Cuba
Aflată în afara Pactului de la Varșovia, Cuba a îmbrățișat propria sa teorie agresivă a internaționalismului proletar, care a fost manifestată în primul rând prin susținerea mișcărilor revoluționare de stânga. Unul dintre aspectele fundamentale ale politicii externe cubaneze între 1962 și 1990 a fost „regula internaționalismului”, care dicta că țara trebuie să sprijine în primul rând cauza revoluției internaționale prin orice mijloace pe care le are la dispoziție. La înființarea Organizației de solidaritate cu popoarele din Asia, Africa și America Latină din 1966, președintele cubanez Fidel Castro a declarat că „pentru revoluționarii cubanezi, câmpul de luptă împotriva imperialismului cuprinde întreaga lume... inamicul este unul și același, același care ne atacă țărmurile și teritoriul, același care îi atacă pe toți ceilalți. Și de aceea spunem și proclamăm că mișcarea revoluționară din toate colțurile lumii poate conta pe luptătorii cubanezi”. S-a estimat că, la mijlocul anilor 1980, până la un sfert din armata națională cubaneză era desfășurată în străinătate, luptând alături de guvernele sau facțiunile comuniste în diverse conflicte civile. Armata cubaneză a intrat în acțiune împotriva Statelor Unite în timp ce lupta în numele Mișcării „New Jewel”⁠(d) marxistă din Grenada. De asemenea, a avut un rol esențial în instalarea unui guvern comunist în Angola și în desfășurarea mai multor campanii costisitoare în timpul război civil

## Internaționalismul proletar astăzi
Teoreticianul și activistul Partidului Comunist din Filipine, Jose Maria Sison, scrie că, deși fiecare partid și stat proletar trebuie să se ghideze după internaționalismul proletar, „aceasta nu înseamnă că revoluția poate fi importată sau exportată dintr-o țară în alta”. Mai degrabă, luptele revoluționare trebuie să ia mai întâi o formă națională,

## Opoziția de stânga față de internaționalismul proletar
În schimb, unii socialiști au subliniat că realitățile sociale, cum ar fi loialitățile locale și barierele culturale, militează împotriva internaționalismului proletar. De exemplu, George Orwell credea că „în toate țările, săracii sunt mai naționali decât bogații’. La acest lucru, marxiștii ar putea replica că, în timp ce bogații ar fi putut avea, din punct de vedere istoric, conștiința și educația necesare pentru a recunoaște interesul transnațional de clasă, săracii din aceleași națiuni probabil că nu au avut acest avantaj, făcându-i mai susceptibili la ceea ce marxiștii ar descrie ca fiind falsa ideologie a patriotismului. Marxiștii afirmă că patriotismul și naționalismul servesc tocmai pentru a ascunde interesele de clasă opuse, care altfel ar reprezenta o amenințare la adresa ordinii clasei dominante.
Marxiștii subliniază, de asemenea, că în perioadele de luptă revoluționară intensă (cele mai evidente fiind perioadele revoluționare din 1848, 1917-1923 și 1968), internaționalismul în rândurile proletariatului poate depăși naționalismele mărunte, deoarece luptele de clasă intense izbucnesc în mai multe națiuni în același timp, iar muncitorii din acele națiuni descoperă că au mai multe în comun cu alți muncitori decât cu propria burghezie.
În ceea ce privește chestiunea imperialismului și a autodeterminării naționale, apărătorii Lumii a treia susțin că muncitorii din națiunile „opresoare” (cum ar fi Statele Unite sau Israelul) trebuie să sprijine mai întâi mișcările de eliberare națională din națiunile „asuprite” (cum ar fi Afganistanul sau Palestina) înainte de a putea exista vreo bază pentru internaționalismul proletar. De exemplu, Tony Cliff⁠(d), o personalitate marcantă a Partidul Muncitorilor Socialiști Britanici, a negat posibilitatea solidarității între palestinieni și israelieni în situația actuală din Orientul Mijlociu, scriind că „Israelul nu este o colonie asuprită de imperialism, ci o citadelă a coloniștilor, o rampă de lansare a imperialismului. Este o tragedie faptul că unii dintre cei care au fost persecutați și masacrați într-un mod atât de bestial să fie ei înșiși împinși într-o fervoare șovinistă și militaristă și să devină instrumentul orb al imperialismului în subjugarea maselor arabe”.
Troțkiștii susțin că trebuie să existe o revoluție permanentă în țările din Lumea a treia în care o revoluție a burgheziei va duce inevitabil la o revoluție muncitorească de anvergură internațională. Acest lucru poate fi văzut în cazul Revoluției din Octombrie, înainte ca mișcarea să fie oprită de Stalin, un susținător al socialismului într-o singură țară. Din cauza acestei amenințări, burghezia din țările lumii a treia se va supune de bunăvoie intereselor naționale și capitaliste pentru a împiedica o revoltă proletară.
Internaționaliștii ar răspunde că societatea capitalistă s-a dovedit incapabilă să rezolve revendicările divergente ale diferitelor curente naționaliste și că clasa muncitoare (din toate țările) este oprimată de capitalism, nu de alți muncitori. Mai mult, natură globală a capitalismului și finanțele internaționale fac din eliberarea națională o imposibilitate. Pentru internaționaliști, toate mișcările de eliberare națională, indiferent de aspectul lor „progresist”, sunt, prin urmare, obstacole în calea obiectivului comunist al revoluției mondiale.